# Hyalinobatrachium yaku
Hyalinobatrachium yaku ist eine in Ecuador vorkommende Froschlurchart aus der Familie der Glasfrösche (Centrolenidae). Sie wird als stark gefährdet eingestuft.

## Namensgebung
Als Artepitheton wählten die Erstbeschreiber die Bezeichnung yaku,  einem Wort aus der Kichwa-Sprache der Ureinwohner, das ‚Wasser‘ bedeutet und sich auf das Lebenselixier der Frösche bezieht.

## Merkmale

### Beschreibung
Die Beschreibung von Hyalinobatrachium yaku basiert auf einem männlichen Holotypus. Die Kopf-Rumpf-Länge (SVL) beträgt 20,8 Millimeter, wobei die Breite des Kopfes 37 % der SVL einnimmt. Weitere Exemplare erreichten Kopf-Rumpf-Längen von bis zu 22,3 Millimeter. Die Grundfarbe der gesamten Körperoberseite ist kräftig grün bis gelbgrün und dicht mit kleinen gelben Flecken und bräunlichen Punkten überzogen. Arttypisch sind einige dunkelgrüne Flecke im Bereich des Hinterkopfs. Bei Jungfröschen sind die gelben Flecke stärker ausgeprägt. Die mit Haftballen versehenen Finger und Hinterfüße sind cremefarben und zeigen gelbgrüne Spitzen. Unterseits ist die Haut großflächig transparent, so dass das rote Herz, der Verdauungsapparat, die Leber sowie Gallen- und Harnblase von außen deutlich erkennbar sind. Die Iris ist silbrig bis gelb und mit kleinen dunklen Flecken versehen.

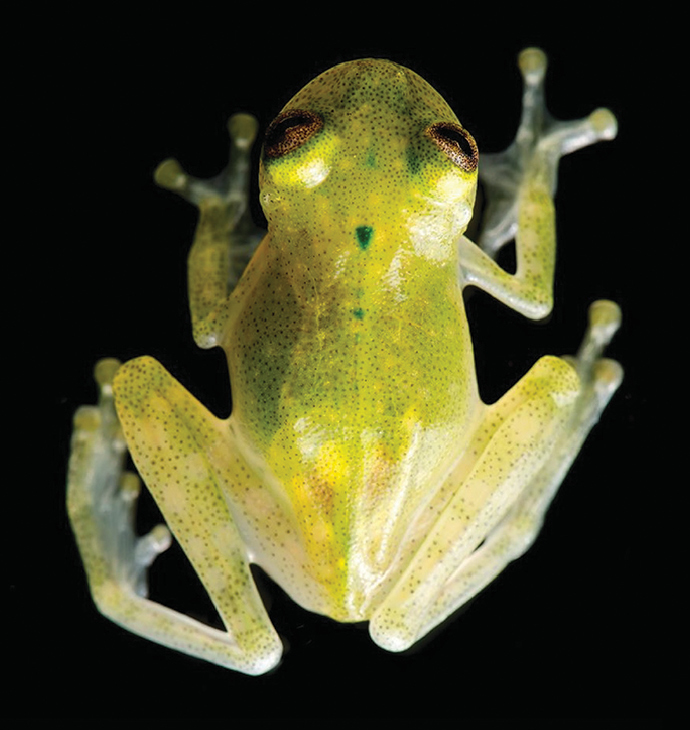
Holotypus, Männchen, Rückenansicht
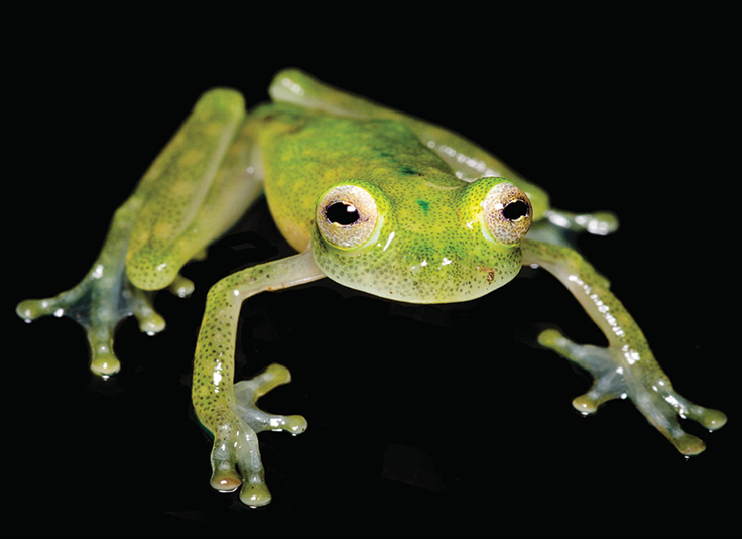
Holotypus, Männchen, Vorderansicht
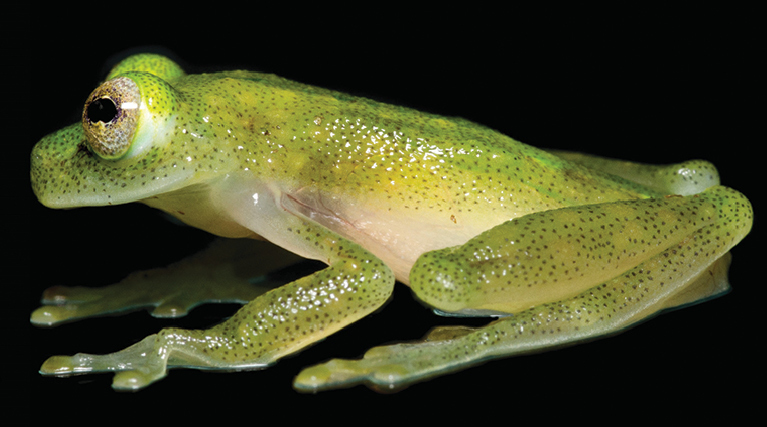
Holotypus, Männchen, Seitenansicht
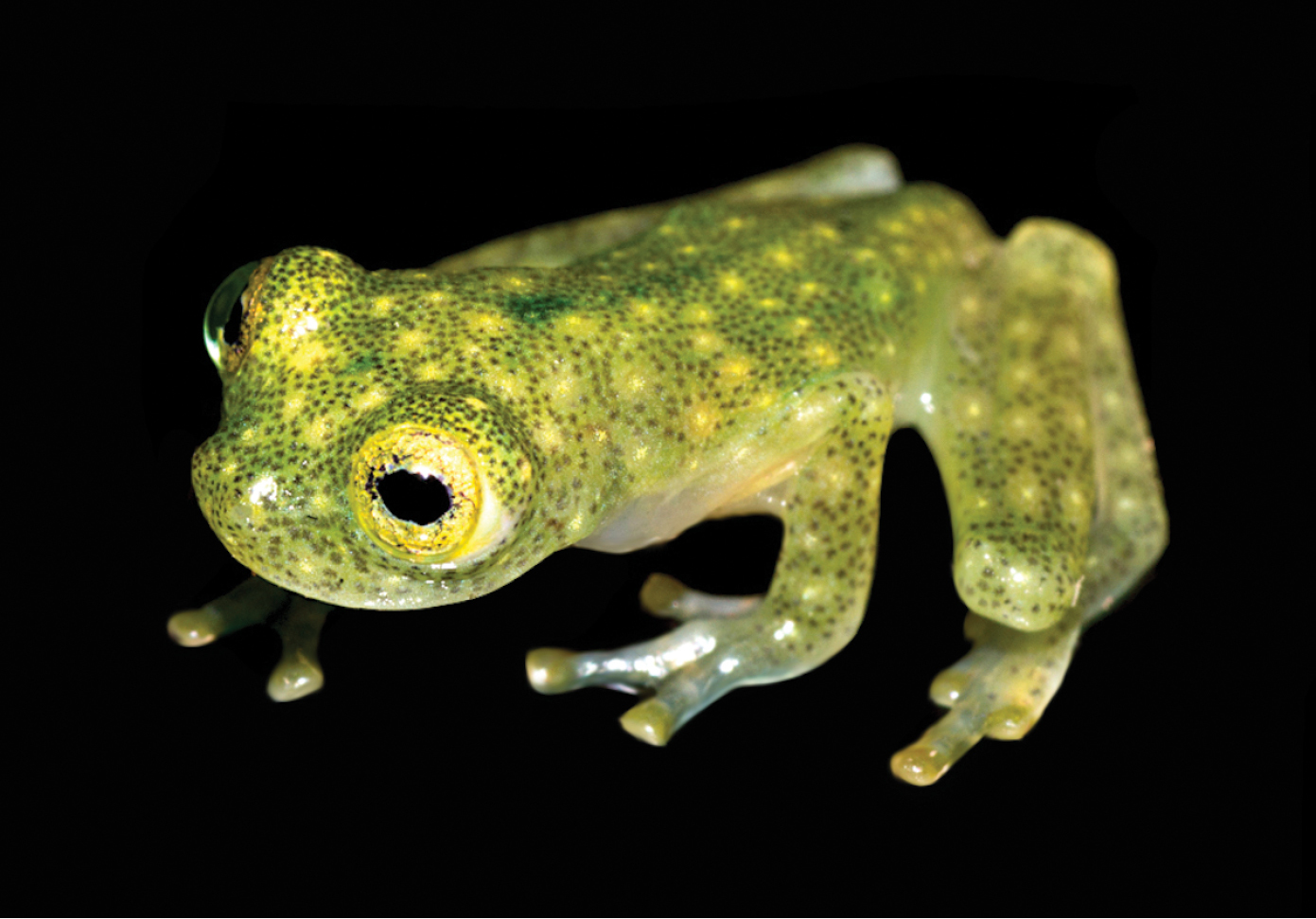
Jungfrosch

### Lautäußerungen
Der 0,27 bis 0,40 Sekunden andauernde und in einem dominanten Frequenzbereich von 5219,3 bis 5329,6 Hertz liegende Ruf von Hyalinobatrachium yaku wird meist neunmal pro Minute wiederholt und unterscheidet sich deutlich von anderen Arten der Gattung Hyalinobatrachium. Der Ruf wird in einer konstanten hohen Tonhöhe ausgesendet, Frequenz- oder Amplitudenmodulationen wurden nicht wahrgenommen.

### Ähnliche Arten
Hyalinobatrachium yaku kann von anderen Hyalinobatrachium-Arten aufgrund genetischer und morphologischer Unterschiede, abweichender Lautäußerungen sowie des Vorkommensgebiets unterschieden werden. Auch fehlen bei sonst zeichnungsähnlichen Arten, beispielsweise Hyalinobatrachium pellucidum die dunkelgrünen Flecke im Bereich des Hinterkopfs.

## Vorkommen und Lebensraum

Vorkommensgebiete in Ecuador

Hyalinobatrachium yaku wurde bisher lediglich in drei kleinen Gebieten im Amazonasbecken in den Provinzen Pastaza, Orellana und Napo in Höhenlagen zwischen 300 und 360 Metern über dem Meeresspiegel in Ecuador nachgewiesen. Die Entdecker der Art sind der Ansicht, dass sie auch in ähnlichen Biotopen in Peru zu finden sein könnte. Die Tiere leben in erster Linie in feuchten Wäldern an Flussufern.

## Lebensweise
Die Frösche sind nachtaktiv und halten sich bevorzugt in Höhen zwischen drei und sechs Metern über dem Boden an der Unterseite von Blättern in der Nähe langsam fließender, flacher und schmaler Gewässer auf. Dort werden auch die Ballen mit den Eiern abgelegt, die von den Männchen bewacht werden.  Weitere Details zur Lebensweise der Art müssen noch erforscht werden.

## Gefährdung
Hyalinobatrachium yaku ist aufgrund von Bergwerksaktivitäten und Ölbohrungen durch den Menschen in seinen Lebensräumen bedroht. Von der Weltnaturschutzorganisation IUCN wird die Art als stark gefährdet (endangered) eingestuft. Die bekannten Populationen befinden sich außerhalb von Schutzgebieten. Populationen im zentralen und nördlichen Verbreitungsgebiet leben auf sehr kleinen Gebieten, die von ausgedehnten Rodungen, Ackerflächen und Viehweiden umgeben sind. Zudem sind Straßen ein Hindernis für eine weitere Ausbreitung der Frösche.